# Paraíba
Paraíba (Portugese IPA: [paɾaˈiba]) is een van de 26 deelstaten van Brazilië. Paraiba ligt in het noordoosten van Brazilië en grenst aan de staat Rio Grande do Norte in het noorden, de Atlantische Oceaan in het oosten, Pernambuco in het zuiden en Ceará in het westen. De staat met de standaardafkorting PB heeft een oppervlakte van ca. 56.470 km² (iets kleiner dan Kroatië).
De hoofdstad is João Pessoa, andere belangrijke steden zijn Campina Grande, Santa Rita, Guarabira, Patos, Sousa, Cajazeiras en Cabedelo. De hoogte is gematigd, 66% van het territorium ligt tussen 300 en 900 m hoogte.
De belangrijkste rivieren zijn Paraíba, Piranhas, Taperoá, Mamanguape, Curimataú, Peixe en Sanhauá.
Paraíba heeft een aantal van de meeste notabele Braziliaanse dichters en schrijvers voortgebracht zoals Augusto dos Anjos (1884-1908), José Américo de Almeida (1887-1980), José Lins do Rêgo (1901-1957), alsook een van de belangrijkste Braziliaanse kunstschilders in de persoon van Pedro Américo (1843-1905), vooral bekend vanwege zijn historische schilderijen.
In Paraíba ligt het oostelijkste punt van het Amerikaans vasteland, bekend als Ponta do Seixas, in João Pessoa. Dankzij deze geografische locatie is João Pessoa toeristisch bekend als "de stad waar de zon het eerst schijnt".

## Etymologie
Er zijn verschillende verklaringen van de naam Paraíba. De naam is afgeleid van de belangrijkste rivier van de regio, de Rio Paraíba.
Volgens het woordenboek van Houaiss verklaart de etymoloog Antenor Nascentes de oorsprong van de naam uit de Tupi-Guaraní-taal pa’ra (rivier) en a'iba (slecht, onpraktisch). Een andere versie stelt dat de betekenis is "Rivier die de zee omarmt" (pará-ibá). Andere bronnen stellen dat de naam voortkomt uit een inheems woord voor de boom Simarouba versicolor, die overvloedig groeit in de regio en de populaire naam pau-paraíba meekreeg.
Een legende stelt dat Paraíba voortkomt uit Joodse families die zich kwamen vestigen in de staat en "de koe komt" betekent, als teken van hoop.

## Geschiedenis
De kuststreek van de huidige staat Paraíba was van oudsher bewoond door indiaanse volken als de Tabajara en de Potiguara. De Portugese kolonisator maakte het eerst tot een kapiteinschap van de kolonie Brazilië en in 1822 werd het een provincie van het keizerrijk Brazilië. Sinds de proclamatie van de Republiek Brazilië op 15 november 1889 is Paraíba een deelstaat.

### Voor de verovering van Paraíba
Het heeft een tijd geduurd eer Portugal begon Brazilië economisch te exploiteren, omdat de Portugese belangen terugkeerden naar de handel in kruiden van Indië en daarbuiten. Aan de Braziliaanse kust ontbrak een rijkdom vergelijkbaar met het goud van de Spaanse kolonies.
Dankzij de Portugese onverschilligheid begonnen piraten het brazielhout te ontginnen. Het hout dat veel voorkwam in de Braziliaanse kolonie werd gebruikt om een pigment te extraheren dat gebruikt werd om textiel te kleuren in Europa. Deze indringers, meestal Fransen, sloten vrij snel vriendschap met de indianen. Hieruit ontstond een zakelijke relatie, gekend als "ruil", waarin de inheemse arbeid werd omgeruild voor snuisterijen zonder grote waarde.
De Portugese kolonie werd verdeeld in vijftien kapiteinschappen. Onder hen het kapiteinschap van Itamaracá, dat zich uitstrekte van de rio Santa Cruz tot de Baai van Verleiding. Aanvankelijk werd het kapiteinschap gegeven aan Pero Lopes de Sousa, die dit echter niet kon aanvaarden. Hij werd vervangen door een beheerder, Francisco Braga, die als gevolg van een rivaliteit met Duarte Coelho, het kapiteinschap liet falen. Hierdoor maakte hij plaats voor João Gonçalves, die een aantal verbeteringen op het bevelhebberschap doorvoerde, zoals de oprichting van het Huis van Ontwerp en de bouw van de werkhuizen.

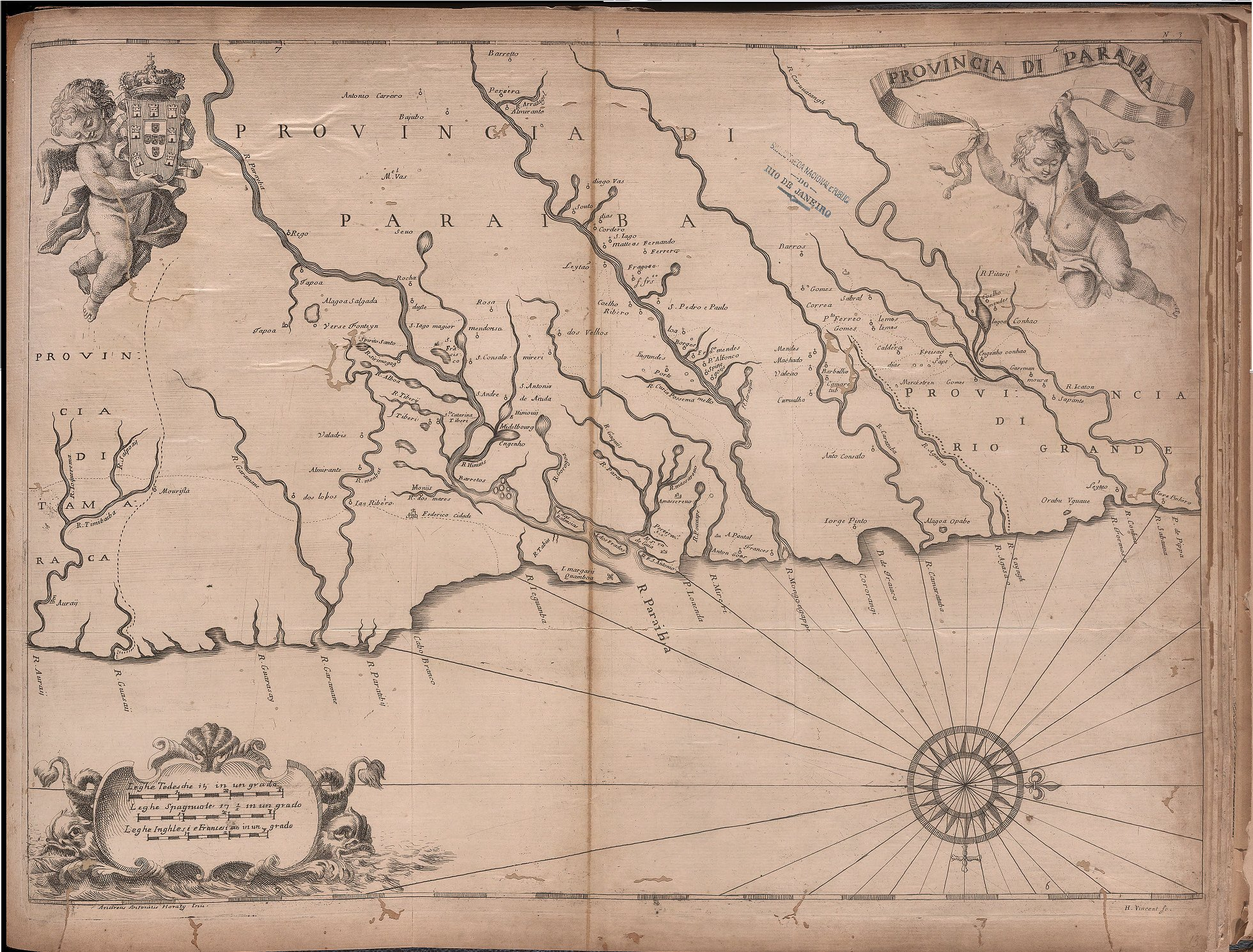
Kaart van het kapiteinschap Paraíba, 1698.

Na de dood van João Gonçalves kwam het bevelhebberschap in verval door de verlening van genade aan criminelen en de voortdurende houtsmokkel.
In 1574 was er een incident dat bekendstaat als de "Tragedie van Tracunhaém", waarin indianen alle bewoners doodden van een werkhuis genaamd Tracunhaém in Pernambuco. Dit voorval was een reactie op een ontvoering en daaropvolgende verdwijning van een indiaanse, de dochter van cacique Potiguar, in het Werkhuis van Tracunhaém. Na terugkeer van de reddingsgroep, bestaande uit haar broers, verbleven ze bij een fabrieksheer, Diogo Dias. De volgende ochtend was het meisje opnieuw verdwenen en haar broers keerden terug naar hun stam zonder de indiaanse. Haar vader riep de autoriteiten op, die missies stuurden naar Pernambuco zonder enig succes. De Fransen die ze tegenkwamen in Paraíba moedigden de Potiguaren aan te vechten. Kort daarna verenigden alle Potiguarese stamhoofden zich tot de krijgers van Paraíba en Rio Grande do Norte en vielen ze de fabriek van Diogo Dias aan. Honderden indianen namen de fabriek in en lieten een bloedbad achter; ze vermoordden iedereen die ze tegenkwamen: eigenaars, kolonisten en slaven, en staken alle fabrieken in brand.
Na deze tragedie verdeelde Johan III van Portugal Itamaracá, hiermee gaf hij vorm aan Kapiteinschap van Rio Paraíba.
Er heerste een grote bezorgdheid aan de zijde van de Portugezen over het veroveren van het kapiteinschap van Paraíba, wegens het verbond tussen de Potiguaren en de Fransen. Daarenboven zocht men de mogelijkheid om de kolonie uit te breiden naar het noorden.

### Veroveringsexpedities

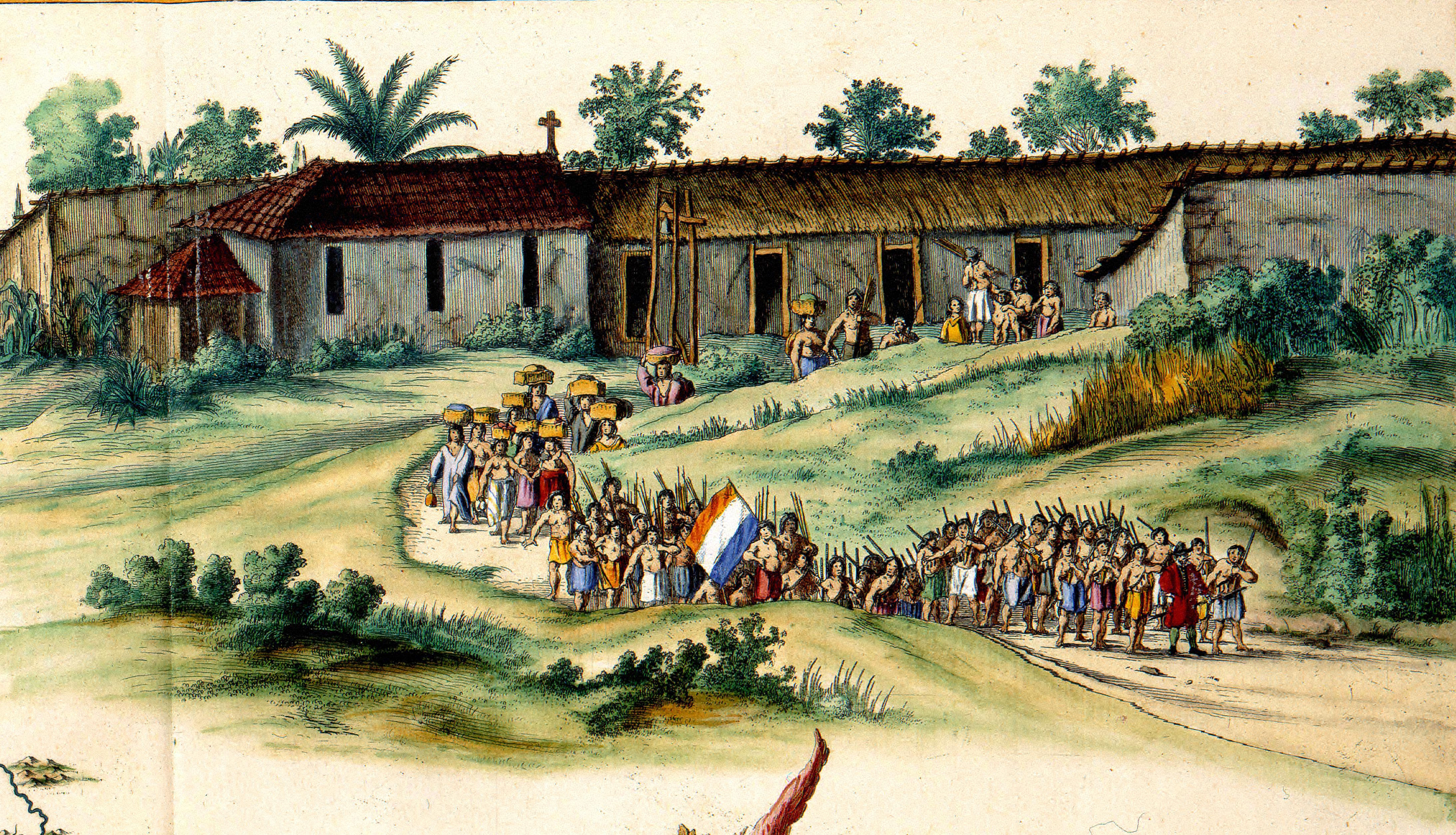
De expeditie van Elias Herckmans naar het binnenland van Paraíba in 1641.

Toen de gouverneur-generaal D. Luís de Brito het bevel kreeg om Itamaracá te verdelen, kreeg hij ook het bevel van de koning van Portugal om de indiaanse verantwoordelijken van het bloedbad te straffen, de Fransen te verdrijven en een stad te stichten. Zo begonnen vijf veroveringsexpedities van Paraíba. Hiervoor stuurde koning Sebastiaan van Portugal eerst een diplomatieke onderhandelaar.

#### Expeditie I (1574)
De commandant van deze expeditie was de diplomatieke onderhandelaar D. Fernão da Silva. Bij de aankomst in Brazilië nam Fernão bezit van de grond in naam van de koning zonder enige weerstand, maar dit was slechts een val. Zijn troepen werden verrast door de indianen en hij moest zich terugtrekken tot in Pernambuco.

#### Expeditie II (1575)
Deze tweede expeditie stond onder het gezag van gouverneur-generaal D. Luís de Brito. Zijn expeditie werd gehinderd door ongunstige wind waardoor ze het land van Paraíba niet konden bereiken. Drie jaren later trachtte een andere gouverneur-generaal, Lourenço Veiga, tevergeefs de Rio Paraíba te veroveren.

#### Expeditie III (1579)
Nog onder sterke invloed van "het lot" van de Fransen, dat werd verleend voor 10 jaar, aan bevelhebber Frutuoso Barbosa van het kapiteinschap van Paraíba, werd Olinda verdeeld. Deze maatregel bracht enkel verliezen met zich mee. Toen men een keer van Paraíba kwamen viel een sterke storm op de vloot en tijdens de terugtocht naar Portugal verloor hij zijn vrouw.

#### Expeditie IV (1582)
Met dezelfde bedoeling als de vorige expeditie kwam Frutuoso Barbosa terug, vastbesloten om Paraíba in te nemen, maar ook toen trapte hij in de hinderlagen van de indianen en de Fransen. Barbosa trok zich terug nadat hij een zoon had verloren in de strijd.

#### Expeditie V (1584)
Na zijn aankomst in Paraíba kaapte Frutuoso Barbosa vijf schepen weg van Franse slavenhandelaars. Hij vroeg bijstand van meer troepen in Pernambuco en in Bahia om de Portugese belangen in de regio te verzekeren. In datzelfde jaar kwam er versterking uit Bahia onder leiding van Diogo Flores de Valdés, en uit Pernambuco kwamen troepen onder het commando van D. Filipe de Moura. Uiteindelijk kon hij de Fransen verdrijven en Paraíba veroveren. Na de verovering bouwden ze de forten van São Tiago en São Filipe.

### Verovering van Paraíba
De algemeen onderhandelaar Martim Leitão vormde een leger bestaande uit blanken, indianen, slaven en zelfs religieuzen. Toen ze aankwamen konden ze de indianen oppakken zonder enige vorm van geweld. Toen hij te weten kwam dat het indianen waren, liet Martim Leitão ze vrij, hierbij bevestigend dat zijn strijd tegen de Potiguaras werd gevoerd, de rivalen van de Tabajaras. Na dit incident, hebben de Tabajaras vriendschap met Leitão verworpen, dit omdat ze verraad vreesden.
Na enige tijd kwamen Leitão en zijn troepen uiteindelijk aan in de forten (Forte de São Filipe en São Filipe e Santiago) die in verval waren door zowel armoede als intriges tussen Spanjaarden en Portugezen. Martim Leitão liet de Spanjaard Francisco Castejón naar het kantoor van Frutuoso Barbosa overbrengen. Deze uitwisseling verergerde de situatie, omdat Castejon het fort verliet, het liet vernietigen en alle artillerie in de zee gooide. Leitão werd gearresteerd en terug naar Spanje gestuurd.
In de eerste helft van augustus 1585 verenigden de Portugezen zich met de Tabajaras, waardoor de Potiguaras zich terugtrokken. De verovering van Paraíba werd beëindigd door de unie van een Portugees en een inheems stamhoofd genaamd Pirajibe, wat "Visarm" betekent.

### Oprichting van Paraíba
Martim Leitão nodigde onder meer metsers, timmermannen, ingenieurs uit om de stad Stad van Onze Lieve Vrouw ter Sneeuw te bouwen. Bij de start van de werkzaamheden verdreef Leitão aan de Baai van Verleiding de rest van de Fransen die nog in Paraíba verbleven. Leitão benoemde João Tavares tot kapitein van het fort. In Paraíba werd de derde Braziliaanse stad opgericht, de laatste in de zestiende eeuw.

## Bestuurlijke indeling

Kaart van de mesoregio's van Paraíba
Sertão Paraibano (geel)
Borborema (groen)
Agreste Paraibano (roze)
Mata Paraibana (paars)

De deelstaat Paraíba is ingedeeld in 4 mesoregio's, 23 microregio's en 223 gemeenten.

## Officiële Symbolen

### Vlag

Vlag van Paraíba

De vlag van Paraíba werd goedgekeurd door de Liberale Alliantie op 25 september 1930, door Wet nº 704, ter vervanging van een oude staatsvlag, die gedurende vijftien jaar standhield (van 1907 tot 1922).
Ze werd samengesteld uit de kleuren rood en zwart, rood stelt de Liberale Alliantie voor en zwart het verdriet van Paraíba voor de dood van João Pessoa, president van de staat in 1929 en vicepresident van Brazilië in 1930, naast president Getúlio Vargas. Voor velen echter betekent het rood het bloed dat er gevloeid heeft door het geweld van de dood van João Pessoa en het zwart de strijd hiervoor.
Het woord "NEGO" op de vlag is een vervoeging van het werkwoord "negar" (ontkennen), het antwoord op de vraag van de toenmalige president van Brazilië, over de aanstelling van de aangeduide opvolger van João Pessoa, Washington Luís. Op 26 juli 1965, werd de rood-zwarte vlag geformaliseerd door de gouverneur van de staat, Pedro Moreno Gondim, door het Decreet nº 3.919, als "Vlag van de Ontkenning".
Het zwart beslaat een derde van de vlag; het rood twee derden. Het woord Nego staat over de rode kleur.

### Wapenschild

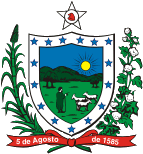
Wapenschild van Paraíba

Het Wapenschild van Paraíba werd goedgekeurd door de President van de Provincie Paraíba, Castro Pinto (1912-1915). Hij gebruikte het als zegel voor op de officiële documenten. Het teken wordt gevormd door drie hoeken aan de bovenkant en een aan de onderkant. De sterren vertegenwoordigen de administratieve afdelingen van de staat. Bovenaan een grote ster, met vijf punten en een centrale cirkel, waarin een Frygische muts als teken van vrijheid is te zien.
In de escudo zijn twee elementen te onderscheiden: een man die een kudde leidt en een opkomende zon. Zij zijn omringd door een baal suikerriet links en rechts een baal katoen. De twee balen worden samengehouden door een lus waarin de datum van oprichting van Paraíba staat geschreven: 5 augustus 1585.

### Volkslied
- Tekst: Francisco Aurélio de Figueiredo e Melo (1856-1916)
- Muziek: Abdon Felinto Milanez (1858-1927)
- Eerste opvoering: 30 juni 1905

## Geografie
Vochtig tropisch aan de kuststrook, met overvloedige regenval. Meer in het binnenland, achter de Serra da Borborema, verandert het klimaat in semi-aride en onderhevig aan hevige droogtes en regenval beneden de 500 mm, de gemiddelde temperaturen stijgen boven de 26° met enkele uitzonderingen op de Planalto da Borborema waar de temperatuur 24 °C is.

### Reliëf
Het grootste gedeelte van het Paraibaans territorium bestaat uit resistente rotsen, waaronder redelijk oude, uit het Precambriaans tijdperk met meer dan 2,5 miljard jaar.
Ze vormen een complexe kristallijn met het voorkomen van metaalhoudende mineralen, metalen en edelstenen. De archeologische sites en paleontologie getuigen van de geologische leeftijd van deze terreinen.
- Aan de kuststrook zijn er kustvlaktes die gevormd worden door stranden en zanderige grond.
- De bosrijke gebieden bestaan uit plateaus die worden gevormd door accumulatie van gronden die van hogere plaatsen afkomstig zijn.
- In het wildgebied zijn er enkele formaties die zicht uitstrekken tussen de plateaus en de Planalto da Borborema, met daarin veel heuvels, zoals de Serra de Teixeira.
- Het binnenland bestaat uit een landschap dat zich uitstrekt van de stad Patos tot achter de Serra da Viração.

Het Plateau van Borborema is het meest markante slachtoffer van het belang van de staat. In Paraíba heeft het een belangrijke rol in de samenvoeging van de helling, waternetwerk en klimaat. Het plateau en de bergen bereiken hoogtes die variëren van 300 tot 800 meter.
Het Plateau van Teixeira is een van de bekendste, met een hoogte van gemiddeld 700 meter, waar zich het hoogste punt van Paraíba bevindt, de Pico do Jabre, met een hoogte van 1.197 meter boven de zeespiegel, binnen de stad Maturéia.

### Hydrografie

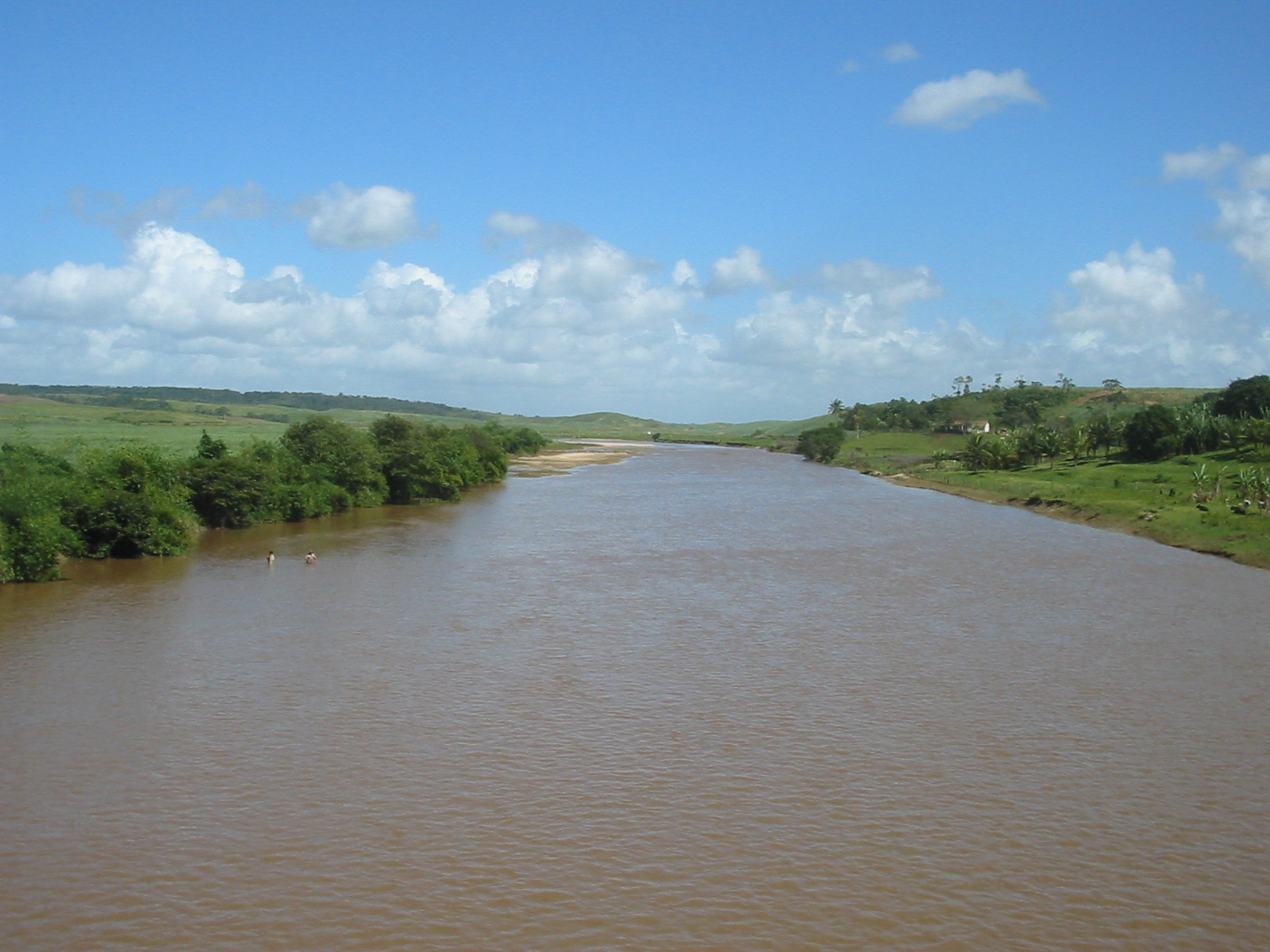
Rio Mamanguape.

De waterwegen van Paraíba zijn onder te verdelen in twee groepen, de kustrivieren en de woudrivieren.
Kustrivieren zijn rivieren die ontstaan op het Plateau van Borborema en hun weg zoeken naar de Paraibaanse kust, waar ze in de Atlantische Oceaan uitmonden. Een voorbeelden van dit type rivier is de Rio Paraíba, die ontstaat op de helling van de Serra de Jabitacá, in de stad Monteiro. Met een lengte van 360 km is het de langste rivier van de staat. Andere rivieren van dit type zijn de Rio Curimataú en de Rio Mamanguape.
Woudrivieren zijn rivieren die noordwaarts op zoek gaan naar de laagvlakte en uitmonden in de kuststrook van Rio Grande do Norte. De belangrijkste rivier van deze groep is de Rio Piranhas, die ontstaat in de Serra de Bongá, dicht bij de grens met de staat Ceará. Deze rivier is belangrijk voor het Plateau van Paraíba, want langs deze rivier liggen installaties voor de irrigatie van de plateaugronden. Daarbuiten zijn er andere rivieren, zoals Rio do Peixe, Rio Piancó en de Rio Espinhara, allemaal zijrivieren van Rio Piranhas. De rivieren van Paraíba worden gerekend bij het Noordoostelijk Atlantisch Oost-Bekken. Alleen de rivieren die ontstaan in het Plateau van Borborema en de kustvlakten zijn blijvend. De andere rivieren zijn tijdelijk en lopen naar het noorden, uitmondend in de kust van Rio Grande do Norte.

### Vegetatie

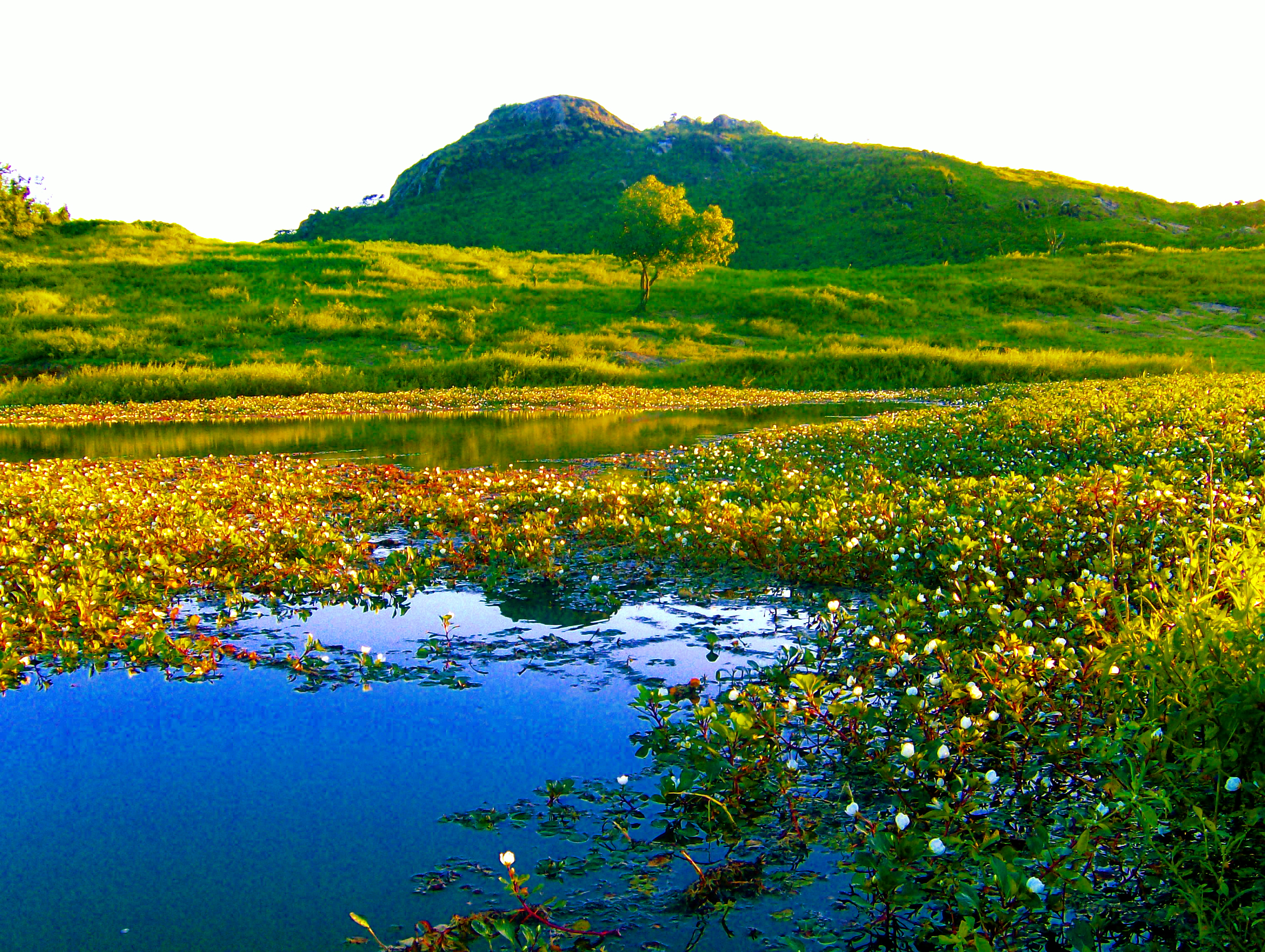
Zicht op Steen van het Lam in Belém.

De vegetatie van de kuststaat Paraiba bevat, bos, mangroven en gesloten woud, die de benaming "plateau" meekrijgen, gevormd door grassen en struiken, met voornamelijk batiputás en mangabeiras. Het Atlantisch bos wordt gevormd door hoge groenblijvende bomen zoals de peroba en de sucupira. In het estuarium zijn de mangrovebomen met steunwortels aangepast om te overleven in deze omgeving.
De natuurlijke vegetatie van het plateau van Borborema en de laagvlakte wordt gekarakteriseerd door de aanwezigheid van caatinga, als gevolg van het warme en droge klimaat in de regio. De caatinga is van het boomtype zoals de baraúna, of struik zoals de xique-xique en de mandacaru.

### Beschermde milieugebieden
- Beschermd Milieugebied van de Luipaarden
- Beschermd Milieugebied van de Barra do Rio Mamanguape
- Beschermd Milieugebied van Tambaba
- Ecologisch Station van Pau-Brasil
- Natuurlijk Monument van Dinossaurus Vallei
- Park Arruda Câmara (Bica)
- Staatspark do Aratu (Gras van Aratu)
- Marine Staatspark Marinho van Areia Vermelha
- Staatspark Pico do Jabre
- Biologisch Reservaat Guaribas
- Ecologisch Reservaat Gras van Rio Vermelho
- Bewaarde Staatseenheid Mata de Goiamunduba
- Bewaarde Staatseenheid Mata do Xem-xem
- Botanische Tuin Benjamim Maranhão (Grasveld van Buraquinho)
- Staatspark da Pedra da Boca
- Ecologisch Reservaat Mata do Pau-Ferro

## Economie

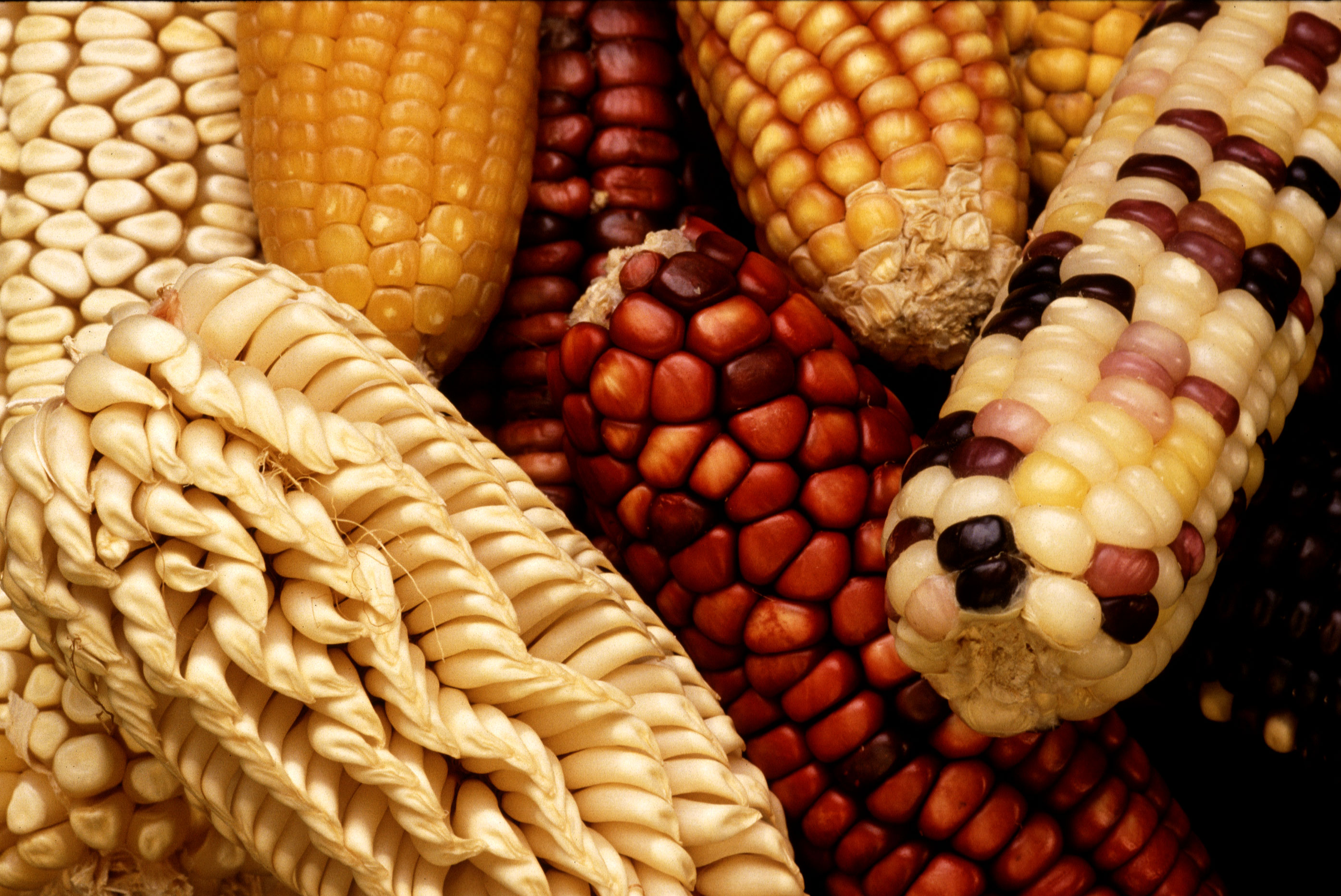
Agricultura: Maïs, economische faktor.

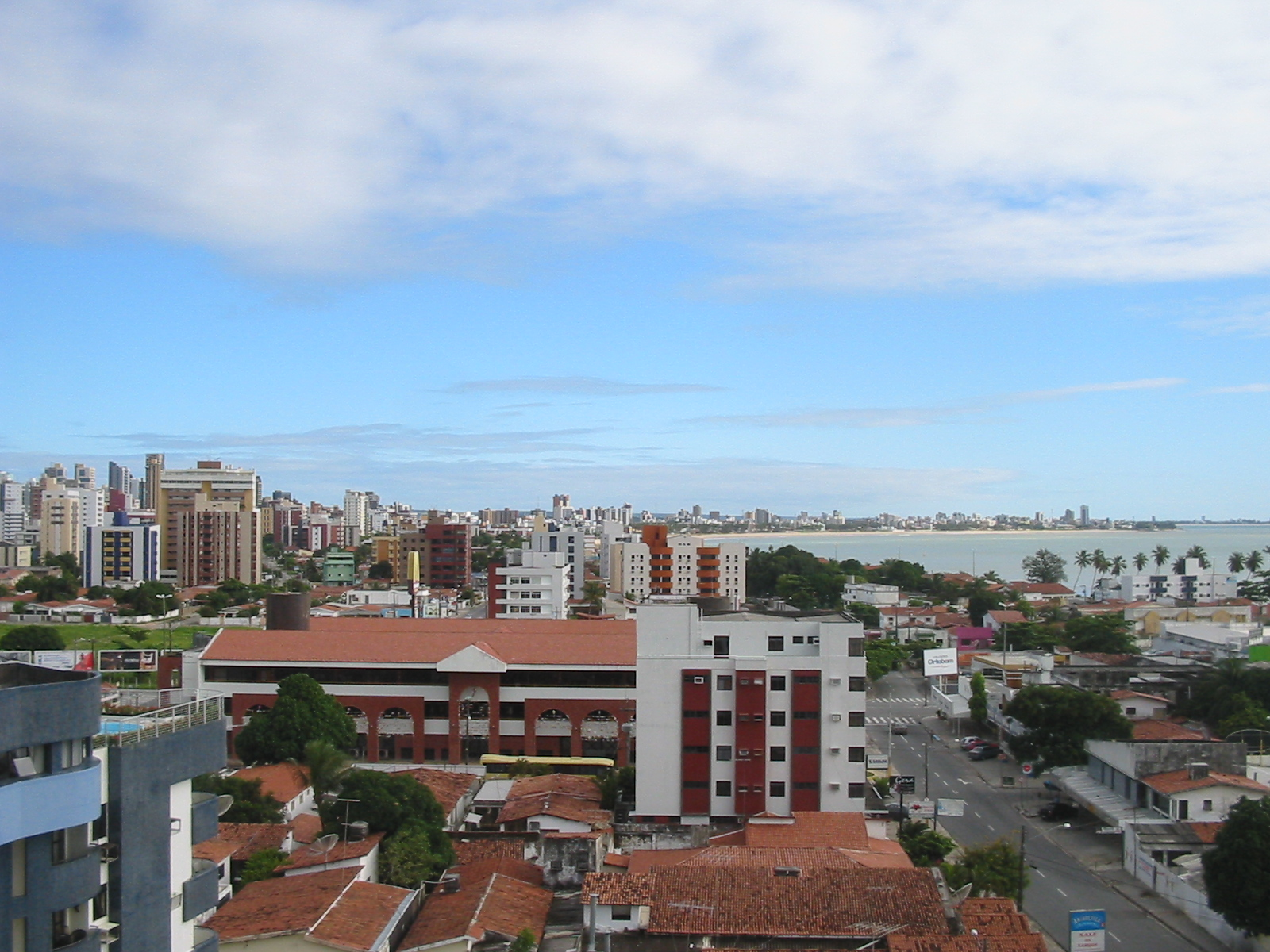
Toerisme: Stedelijke stranden van Tambaú en Manaira.

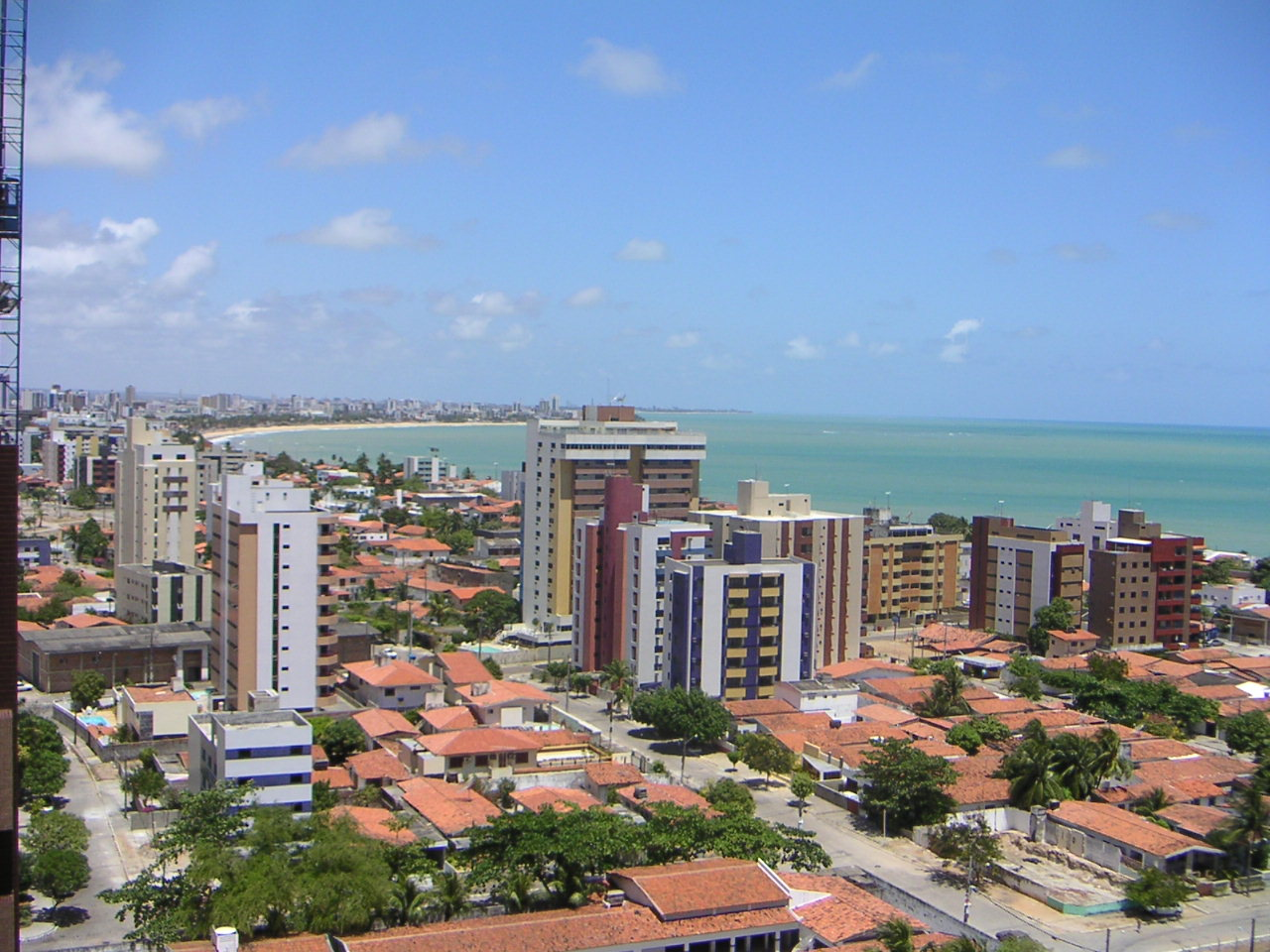
Strand van Manaira.

De economie is gebaseerd op landbouw. De teelt bestaat vooral uit suikerriet, ananas, tabak, jute, rode en gele mombinpruimen, cashewnoten, mango's, kersen, mangaba, tamarinde, cassave, maïs, sorghum, anatto, peper, rijst, koffie en bonen. Industrie is er in de sectoren voeding, textiel, leder, metaal en alcohol. Veeteelt betreft vooral het fokken van geiten. Verder is het toerisme van enig belang. Het bruto nationaal product (bnp) van de staat bedroeg in 2006 R$ 19.953.193.000,00.
Maritiem transport is essentieel voor de Paraibaanse economie. Zowel export als import vindt voornamelijk plaats via de zeehaven Cabedelo.
De tien belangrijkste steden in Paraíba met hun aandeel in het bnp van de staat(waarde in R$ 1.000,00) en populatie:
| Positie                                         | Positie        | Stad           | NBP | NBP       | Inwoners |
| ----------------------------------------------- | -------------- | -------------- | --- | --------- | -------- |
| 1.                                              | João Pessoa    | João Pessoa    | R$  | 5.966.595 | 811.598  |
| 2.                                              | Campina Grande | Campina Grande | R$  | 2.718.189 | 410.332  |
| 3.                                              | Cabedelo       | Cabedelo       | R$  | 1.524.654 | 68.033   |
| 4.                                              | Santa Rita     | Santa Rita     | R$  | 739.280   | 136.851  |
| 5.                                              | Bayeux         | Bayeux         | R$  | 444.259   | 97.010   |
| 6.                                              | Patos          | Patos          | R$  | 413.028   | 107.790  |
| 7.                                              | Sousa          | Sousa          | R$  | 309.528   | 69.554   |
| 8.                                              | Caaporã        | Caaporã        | R$  | 299.857   | 21.872   |
| 9.                                              | Cajazeiras     | Cajazeiras     | R$  | 285.326   | 62.187   |
| 10.                                             | Conde          | Conde          | R$  | 210.440   | 24.769   |
| Bron: (pt) IBGE - Populatie volgens census 2017 |                |                |     |           |          |

## Demografie
Volgens het IBGE omvatte de Paraibaanse bevolking in 2017 bij benadering 4.025.558 inwoners, met een bevolkingsdichtheid van ongeveer 67 inw./km².
De bevolking concentreert zich vooral in de steden João Pessoa en Campina Grande, die samen 40% van de bevolking van de staat bevatten. De meest bevolkte steden zijn: João Pessoa, met 811.598 inwoners; Campina Grande, met 410.332 inwoners; Santa Rita, met 136.851 inwoners; Patos, met 107.790 inwoners; Bayeux, met 97.010 inwoners; Sousa met 69.554 inwoners; Cajazeiras, met 62.187 inwoners, Guarabira, met 58.881 inwoners en Sapé met 52.697 inwoners.

### Etnische samenstelling van de bevolking
De populatie is voornamelijk mesties. Een meerderheid van de Paraibanen is de vrucht van een mengeling van Europese en autochtone Indiaanse en soms Afrikaanse invloeden. De relatief geringe Afrikaanse vertegenwoordiging is te verklaren uit het feit dat de suikerrietteelt niet zo uitgebreid was als in Bahia, Maranhão of in Pernambuco, wat ervoor zorgde dat er minder slaven geïmporteerd werden.
| Kleur/Ras                                  | Kleur/Ras      | Percent |
| ------------------------------------------ | -------------- | ------- |
| Gemengd                                    | Parda          | 52,95%  |
| Blank                                      | Branca         | 39,67%  |
| Afrikaans                                  | Preta          | 5,61%   |
| Aziatisch                                  | Amarela        | 1,24%   |
| Inheems                                    | Indígena       | 0,52%   |
| Overig                                     | Sem declaração | 0,01%   |
| Bron: IBGE - Tabel 2093 (2010) - (archive) |                |         |

Ondanks de grote mengeling van rassen zijn er echter ook vandaag nog etnische enclaves in diverse microregions: zoals de inheemse volkeren in de Golf van Verraad (ongeveer 12 duizend Potiguares-indianen), meer dan een dozijn Quilombo-gemeenschappen in de verschillende gemeenten van de kust tot het diepe binnenland, en het deel van de bevolking (ongeveer een derde) van overwegend Europese afkomst: zij wonen vooral in de stedelijke centra en in de steden langs de Brejo en het hoge achterland.
Onder de mestiezen overheersen de mulatten de centraal-zuidelijke kust van Paraiba alsook het wilde achterland, de caboclen vind je in het gehele binnenland en ook aan de noordkust. De Cafuzo-stammen zijn zeldzaam en wonen verspreid over de gehele staat. De Dag van de Mestiezen is een officiële feestdag in Paraíba.
Volgens gegevens van IBGE uit 2000 (Braziliaans Instituut voor Geografie en Statistiek) is 52,29% van de Paraibanen gemengd, 42,59% Blank, 3,96% Afrikaans en slechts 0,36% wordt geïdentificeerd als Aziatisch (0,79% wist het niet of wilde hun ras niet meedelen). Deze cijfers moeten echter met voorzichtigheid worden geanalyseerd, omdat er een tendens bestaat in Brazilië om zichzelf blanker te identificeren dan in werkelijkheid.

### Etnische groepen gevormd door de Paraibanen

#### Inheemse volkeren
Vóór de komst van de Europeanen werd Paraíba bewoond door twee grote groepen: de Tupi en de Kariri-indianen. De taal die door de meesten werd gesproken was het Tupi-Guarani, dat ook werd gebruikt door de kolonisten om met hen te kunnen communiceren.
De Tupi-indianen werden gevormd door de Potiguaren, de talrijkste stam die de noordkust bezette, en de Tabajaras, met een bevolking die ongeveer vijfduizend indianen telde in het begin van de kolonisatie. Het was een rustig en vriendelijk volk, ze hebben de volgende steden opgericht: Jacoca (Conde), Alhandra en Taquara, aan de zuidkust. Ondanks dat ze tot dezelfde stam behoorden en een gemeenschappelijke cultuur hadden, leefden beide volkeren in voortdurende oorlog en onophoudelijke onrust aan de kust.
De Kariri of Cariris waren talrijker dan de Tupis en bezetten een grotere regio, die liep van het Plateau van Borborema over de grenzen met Ceará, Pernambuco en Rio Grande do Norte. Er was een "groot meer" dat hen verdeelden in de oude Cariris en de nieuwe Cariris. De stammen werden gevormd door de sucurus of xucurus, de ICOS, de Arius, de pegas, de paiacus, de caicó en de janduís. Van deze waren vooral de pegas en de sucurus bekend om hun oorlogszuchtige karakter en hun strijd tegen de Bandeirantes. Als gevolg daarvan werd de regio steeds opnieuw veroverd door de Cariris.
Zelfs aan het begin van kolonisatie, hadden een aantal inheemse volkeren een belangrijke rol in de verdediging van het Noordoosten (vooral het oostelijke Noordoosten) tegen de buitenlandse vijanden: de indiaanse Piragibe hebben bijgedragen aan de verwezenlijking van de vrede in Paraíba. De Tabira vochten tegen de Fransen als Felipe Camarão (de indiaanse Poti) geconfronteerd werd met Nederland en was een held in de Slag om Guararapes.

#### Europese Kolonisatie

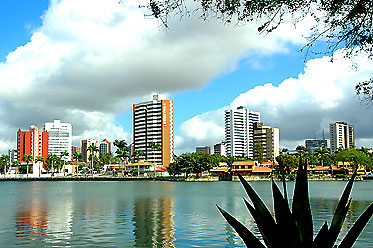
De oude Açude in Campina Grande.

De Europeanen die naar de staat kwmen waren voornamelijk Portugees, sinds het begin van de kolonisatie in de zestiende eeuw. Ze kwamen voornamelijk uit Paraíba naar de Capitania van Pernambuco. Het kleine aantal blanke vrouwen stimuleerde snel de rasvermenging met de vrouwen van de plaatselijke stammen en, in mindere mate, met vrouwelijke slaven, die de basis legden van de huidige bevolking.
Sommige families, vooral de hogere sociale klassen, verkozen om een meer Europese lijn en trouwden onderling. Er waren ook Joodse families die naar het noordoosten verhuisden en naar Paraíba werden gedeporteerd vanuit Portugal tijdens de inquisitie en verbannen. Vervolgens zijn velen geëmigreerd naar de Nederlandse Antillen en Suriname, anderen hebben gekozen zich te vestigen en te integreren in de samenleving.

##### Nederlandse invloed
In de periode van Nederlands-Brazilië, tussen 1634 en 1654, werd vermenging niet officieel aangemoedigd, maar zijn er toch meldingen van een groot aantal interraciale verbintenissen. Het ontbreken van Nederlandse vrouwen stimuleerde de gemengde huwelijken tussen de Nederlandse officiëlen en de dochters van de rijke heren, en meer informeel met de indiaanse, Afrikaanse, caboclos en mulata. De genetische overerving van deze verbintenissen kan ook vandaag nog gezien worden aan de kenmerken van de bevolking, met name aan de kust.

##### Italiaanse invloed
Van het midden van de negentiende eeuw tot het begin van de twintigste eeuw kozen verschillende Italiaanse families voor Paraíba. De eerste golven vielen samen met het tijdstip van de onafhankelijkheid van Brazilië en afschaffing van de slavernij in Brazilië en de toenemende noodzaak van herverdeling van arbeid.
Veel Italiaanse gezinnen (onder andere Zaccara, Milanez, Grisi, Tróccoli, Ciraulo, Cantisani, Cantalice, Di Lascio, Di Lorenzo, Spinelli, Falcone, Faraco, Toscano) kwamen rechtstreeks naar Paraiba via de havens van Recife en Santos. Anderen lieten hun kolonies in de regio Zuid/Zuidoost van het land op zoek naar mogelijkheden verder naar het noorden. De meeste vestigden zich in de hoofdstad en in Brejo Paraibano, regio van koelere klimaat, meer vanwege de grote hoogte van het Plateau van Borborema, de regelmatige regenval en de vruchtbare bodem. De ongunstige economische omstandigheden in de staat op dat moment trokken de komst van vele Italianen niet aan, zoals in het zuiden van Brazilië. Maar hun aanwezigheid was zeer duidelijk in het sociaal-economische leven en de cultuur, die altijd een belangrijke rol speelde in het politieke en sociale leven van de staat (handelaren, artsen, architecten, politici, enz.)

##### Duitse invloed
Aan het begin van de twintigste eeuw kwamen ongeveer 80 Duitse gezinnen om te werken in Company of Fabrics Rio Tinto (toen nog in handen van Lundgren, van oorsprong Zweeds). Op 18 augustus 1945 vielen de werknemers van de Braziliaanse plantaardige weefsels de huizen van de Duitsers binnen, ze maakten alles stuk en eisten dat de buitenlanders werden gedeporteerd, als gevolg van de haat door de koopvaardijschepen die werden getorpedeerd in Brazilië door Duitse onderzeeboten tijdens de Tweede Wereldoorlog. Ook vond een Braziliaanse werknemer in een van de huizen een foto van Hitler; op deze foto werden twee kogels afgevuurd. Over de Duitse gezinnen werden ook een reeks geruchten de wereld ingestuurd door Radio Tabajara, waaronder het gerucht dat Hitler zou worden overgebracht als hij de Tweede Wereldoorlog zou winnen. In de loop der jaren zijn de Duitsers volledig geïntegreerd in de lokale cultuur, trouwden ze met Paraibanen en lieten erfenissen na aan hun nakomelingen en de architectuur van de imposante gebouwen van Rio Tinto. In de jaren 40 werd Rio Tinto beschouwd als de meest Europese Paraibaanse stad, wegens zijn Duitse invloeden.

#### Afrikaanse slaven
De slavenhandel startte in Paraíba kort na het Koninklijk Besluit van 1559, de regente Catharina van Oostenrijk, waardoor elke heer twaalf slaven kon kopen. De slaaf was dure handelswaar, de waarde ervan varieerde tussen 20 en 30 pond sterling. Derhalve, vanwege de geringe ontwikkeling van de teelt van suikerriet en de hoge prijzen van de slaven was de Afrikaanse aanwezigheid bescheidener dan in veel andere noordoostelijke staten - maar ze hadden genoeg invloed om ervoor te zorgen dat de Afrikaanse aanwezigheid telt als cultureel erfgoed, in de religie en hun invloed in de keuken, in het vocabulair en hun spreekwijze.
Vandaag zijn er verschillende Quilombo-gemeenschappen officieel erkend door de Palmares Cultural Foundation. Caiana van Creoolse werd erkend in 1997, Talhado (quilombo) in 2004 en Heer Bonfim (quilombo), Pedra d'Água (quilombo), Matão (quilombo) en Pitombeira (quilombo), verkregen het certificaat van erkenning in 2005. In totaal werden meer dan 15 gemeenschappen geïdentificeerd als Quilombo.

## Cultuur

### Toeristische trekpleisters
Het toerisme in Paraíba bestaat voornamelijk uit haar bruisende stranden en aangename temperatuur met altijd warm water. De staat heeft ook het enige naturistenstrand in het noordoosten van Brazilië (Strand Tambaba - Zuidkust) en huldigde het eerste werk van architect Oscar Niemeyer in in João Pessoa, genaamd Station van Wetenschap, Cultuur en Kunsten (aan Cabo Branco). Tevens worden de typische levensmiddelen, kunstnijverheid, en het ecotoerisme benadrukt. Belangrijke gebeurtenissen zijn de vergadering van nieuw bewustzijn en het Sint-Jansfeest in Campina Grande, Patos en Santa Luzia, het Feest van Koning Geit en de Vloeren van Vader Matteus in Cabaceiras, het krabfeest in Bayeux en het Zomerfestival in João Pessoa.
In Campina Grande wordt in juni het grootste evenement van Brazilië georganiseerd, genaamd "Het grootste Sint-Jan ter Wereld."

## Naam
Een andere wetenswaardigheid over de Paraibaanse hoofdstad is dat het de enige in Brazilië is die genoemd werd naar een politicus, João Pessoa. Er zijn stemmen opgegaan om te kiezen voor een nieuwe, apolitieke naam, bijvoorbeeld verbonden aan religie. Suggesties die naar voren zijn gekomen in academische kringen zijn Paraíso (Paradijs) en Boa Vista (Mooi Zicht). Recentelijk probeerde een wethouder van de stad een wet door te voeren in het Stadhuis om de naam te veranderen in "Paraiba", met het argument dat men de voorbeelden van São Paulo en Rio de Janeiro moet volgen. Het is een feit dat velen van mening zijn dat de vlag en de naam van de hoofdstad niet overeenstemt met het ware beeld van de staat.